# Don Juan (Byron)
Don Juan (1819-1824) je nedokončený romantický, tzv. moderní epos anglického básníka lorda Georga Gordona Byrona. Jedná se vlastně o rozsáhlý satirický veršovaný pikareskní román o sedmnácti zpěvech, který vznikal od roku 1819 až do básníkovy smrti. Poslední zpěv zůstal nedokončen.

## Vznik a charakteristika eposu
Jako hlavního hrdinu eposu si Byron zvolil postavu fiktivního španělského libertina a svůdce žen dona Juana. Zbavil jej však jeho démoničnosti a cynismu a představil jej jako neheroického mladíka, který nesvádí ženy, ale naopak ony jeho. Vylíčení jeho milostných dobrodružství, ve kterých se objevují i autobiografické prvky z Byronových cest po Řecku, využil básník jako prostředek k satirickému hodnocení současné (zejména britské) společnosti i ke kritice tehdejších evropských vlád.
Kromě toho Byron v eposu na několika místech nevybíravě kritizuje své literární rivaly, jezerní básníky Williama Wordswortha, Roberta Southeyho a Samuela Taylora Coleridgeho, představitele první generace anglické romantické školy, kteří podle jeho názoru prodali její ideály a zakládají své básně na naivních fikcích. Proto také epos sarkasticky a pohrdavě věnoval právě Southeymu.
První zpěv napsal Byron v září roku 1818 a druhý dokončil v lednu roku 1819. V červenci tohoto roku pak vyšly první dva zpěvy knižně a po svém vydání byly kritizovány jako nemorální, protože autor v nich zesměšňoval společenské osobnosti své doby. Třetí a čtvrtý zpěv vznikl v zimě 1819/1820 a pátý zpěv na podzim roku 1820. Tyto zpěvy vyšly knižně v srpnu roku 1821.
Šestý zpěv začal Byron psát v červnu roku 1822 a psaní šestnáctého zpěvu dokončil v březnu roku 1823. Tyto zpěvy odmítl dosavadní vydavatel John Murray pro jejich podle jeho názoru kontroverzní obsah vytisknout. Byly proto svěřeny liberálnějšímu Johnu Huntovi, který je postupně publikoval po dobu několika měsíců. V roce 1823 vydal v červenci šestý, sedmý a osmý zpěv, devátý, desátý a jedenáctý v srpnu a dvanáctý, třináctý a čtrnáctý v prosinci. Patnáctý a šestnáctý zpěv pak vyšel v březnu roku 1824.
Za základní veršový útvar zvolil Byron opět jako ve své básnické povídce Beppo (1818) italskou stanci (tzv. ottavu rimu), tj. osm jambických pentametrů rýmovaných abababcc, která podporovala sílící realistické tendence v jeho tvorbě. Pomocí ní dosáhl hovorovější dikce, vtipného rýmování a přirozenějšího vylíčení charakterů a situací.
Epos je mnohými odborníky považován za Byronovo nejvýznamnější dílo. Kromě brilantního mistrovství básnického jazyka se v něm projevuje Byronův vášnivý odpor k brutalitě despotických režimů, ke krutosti moderních válek a k nelidskosti a duševní prázdnotě tehdejších politiků. Epos byl obdivován mimo jiné Shellym, Waltrem Scottem, Swinburnem a také Goethem, který jeho části přeložil do němčiny a považoval jej za dílo nespoutaného génia.

## Obsah eposu
- I. zpěv: Epos začíná Juanovým narozením v Seville. Jeho rodiče nežijí v klidném manželství, protože otec matku podvádí. Když zemře na horečku, vychovává Juana jeho matka, která se stará o jeho všestranné vzdělání. Již v raném dospívání projevuje Juan nepotlačitelnou sexualitu a když mu je šestnáct let, zamiluje se do něho vdaná přítelkyně jeho matky dona Julia. Když její manžel zjistí, že je podváděn, zavře svou ženu do kláštera, a Juanova matka pošle syna do bezpečí na cesty.

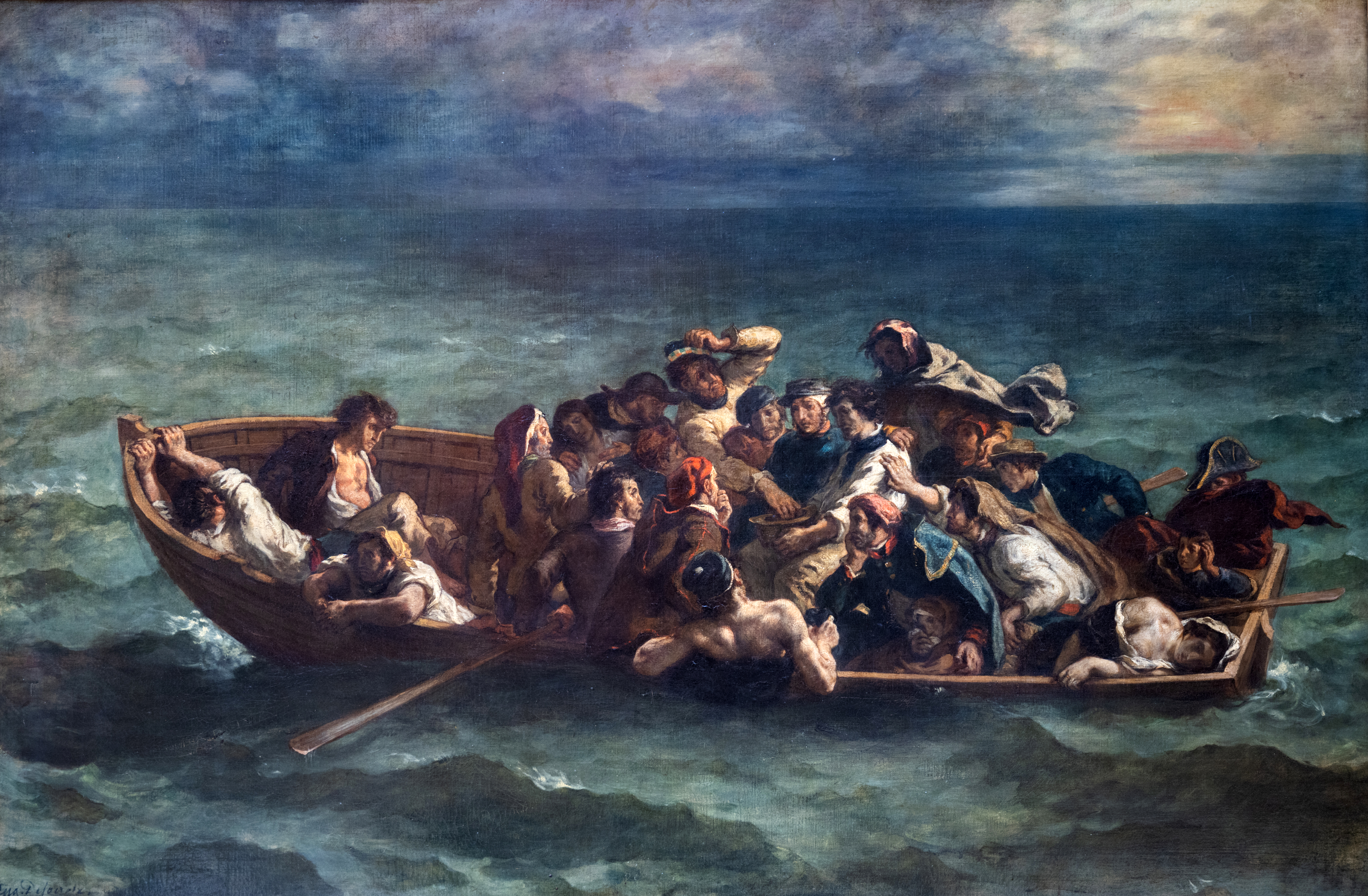
Don Juan s námořníky v záchranném člunu, obraz Eugèna Delacroixe

- II. zpěv: Juan vyplouvá z Cádizu do italského Leghornu (Livorno), kde má jeho rodina příbuzné, doprovázen svým učitelem Pedrillem. V bouři se ale loď, na které plují, potopí a Juan s Pedrillem a s některými námořníky uniknou smrti na záchranném člunu. Unášeni po Egejském moři brzy vyčerpají své zásoby jídla a hladoví. Losují proto, kdo z nich bude sněden. Los padne na Pedrilla, kterého pak skutečně zabijí a sní. Další oběti zabrání připlutí k jednomu z Kykladských ostrovů. V té době je naživu už jen Juan a tři námořníci, ostatní zešíleli a zemřeli. Člun najede na útes a převrátí se. Všichni zahynou kromě Juana, kterému se podaří vylézt na pláž, kde okamžitě ztratí vědomí.

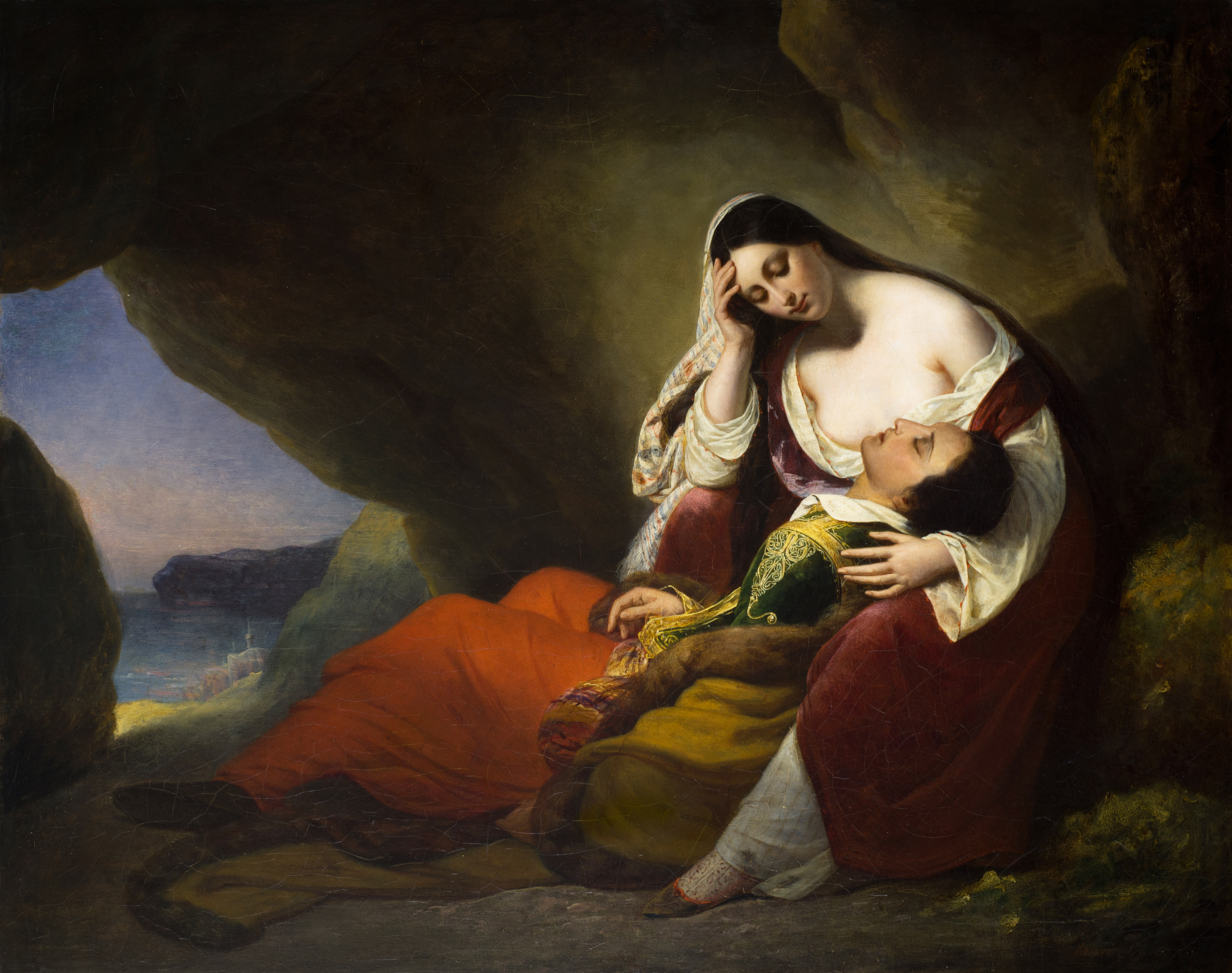
Don Juan spící na klíně Haidée, obraz Hendrika Scheffera z roku 1827

- III. zpěv: Slabého a pohublého Juana najde na pláži Haidée,  dcera řeckého piráta Lambra, který si z izolovaného ostrova udělal své hlavní sídlo. Haidée Se svou služkou Zoe Juana v jeskyni na pláži společně ošetřují, až se uzdraví. Nakonec se Juan a Haidée se do sebe zamilují a považují se za muže a ženu. Haidée se však neodvažuje přivést Juana do otcova domu, protože ví, že by jej její otec prodal do otroctví. Za měsíc odjede Lambro se svou flotilou na pirátskou výpravu. Když brzy na to přijde zpráva, že zemřel, Juan a Haidéé se nastěhují do jeho domu. Zpráva o Lambrově smrti však byla falešná. Lambro se vrací domů a je překvapen, že v jeho domě probíhá nějaká hostina a vidí, jak se jeho dcera účastní radovánek ve společnosti muže.
- IV. zpěv: Haidée marně prosí otce, aby Juana ušetřil, a marně žádá Juana, aby poprosil jejího otce o odpuštění. Lambro pošle na Juana dvacet svých mužů, kteří jej v následující šarvátce dvakrát zraní. Když to Haidée, která čeká s Juanem dítě, vidí, zděšením se zhroutí. Celé dny leží v kómatu, když se probere je apatická a brzy na to umírá. Juan je mezitím uvězněn na palubě jedné z Lambrových lodí a společně s dalšími zajatci je odvezen na trh s otroky do Konstantinopole.
- V. zpěv: Na trhu s otroky se Juan seznámí s Angličanem Johnsonem. Oba je koupí eunuch ze sultánova harému pro jeho čtvrtou manželku. Ta uviděla Juana na trhu a chce z něho udělat svého milence. Juan se musí obléct do ženských šatů a je přiveden k sultánce, která se s ním chce milovat. Protože Juan neustále vzpomíná na Haidée, odmítne ji, což u ní vyvolá vztek a pak slzy. Přichází sultán, který se okamžitě do krásné křesťanky Juanny (což je přestrojený Juan) zamiluje.
- VI. zpěv: Juan je umístěn do sultánova harému, kde musí sdílet lože s krásnou dívkou. V noci je celý harém probuzen hlasitým dívčiným výkřikem. Ta jej vysvětluje tím, že jí ve snu bodla včela. Všeobecně se ale předpokládá, že dívčin výkřik nebyl zaviněn noční můrou, ale vášnivým vztahem dívky s Juannou. Když se to sultánka dozví, zbledne a poručí Juana a dívku přivést.
- VII. zpěv: Juanovi a Johnsonovi se podaří z harému s pomocí dvou žen a jejich eunucha uprchnout. Dostanou se k turecké pevnosti Izmajil ležící na Dunaji, která je obléhána Rusy pod vedením generála Suvorova. Protože se zjistí, že Jonhnson je Suvorovův dlouholetý známý, oba vstoupí do jeho služeb. Zůstat mohou i dvě ženy, které s nimi uprchli.
- VIII. zpěv: Turci brání Izmail statečně za cenu obrovských ztrát i mezi civilním obyvatelstvem. Během útoku se Juan osvědčí jako odvážný voják, ale zároveň prokáže svou lidskost, když zachrání desetiletou osiřelou tureckou dívenku Leilu před párem kozáků, kteří se ji chystají znásilnit a zabít. Stane se poručíkem a je kvůli své udatnosti vybrán, aby přinesl zprávu o vítězství carevně Kateřině II. do Petrohradu. Vezme sebou i Leilu, kterou přijme za svou dceru.
- IX. zpěv: Carevnu Kateřinu Juan okamžitě zaujme a stane se jejím milencem. Je zasypán bohatstvím a stane se střede pozornosti carského dvora. Zároveň se láskyplně stará o Leilu.
- X. zpěv: Juan žije v Petrohradě v přepychu, ale najednou onemocní. Doktoři usoudí, že ruské klima je pro něho příliš chladné a carevna se s těžkým srdcem rozhodne poslat ho na oficiální diplomatickou misi do Anglie. Juan odjíždí z Ruska obtěžkaný dary a poctami a bere s sebou i Leilu.
- XI. zpěv: V Anglii se Juan stává rychle středem pozornosti. Je mladý, hezký, zná několik jazyků a přijel na důležitou misi. Všude je dobře přijímán, dopoledne tráví obchodem, odpoledne návštěvami a večery tancem a jinými formami zábavy.
- XII. zpěv: Jedním z prvních Juanových problémů, které potřeboval v Anglii vyřešit, je najít pro Leilu učitelku. Nakonec se rozhodne svěřit ji do péče lady Pinchbeckové, která má dobrou pověst, je sice stará, ale vyznačuje se inteligencí a o Leilu se zajímá.
- XIII. zpěv: Diplomatické záležitosti často přivádějí Juana do kontaktu s lordem Henrym Amundevillem, který si mladého Španěla oblíbí, stejně jako jeho manželka lady Adeline, jedna z nejkrásnějších a nejúžasnějších žen, které Juan kdy poznal. Když zimní sezóna v Londýně skončí, Amundevillovi odjedou na své venkovské sídlo Norman Abbey, kam pozvou i Juana.
- XIV. zpěv: Byron líčí venkovský život v Norman Abbey nostalgicky a s jemnou ironií jej staví proti londýnskému peklu. Juan si zde vede úspěšně. Je skvělý v honu na lišky, v jízdě na koni, v tanci a ve všech dalších činnostech venkovského šlechtického života. To vše vede k tomu, že se o něho začne zajímat vévodkyně Fitz-Fulke, která žije odděleně od svého manžela. Lady Adeline se rozhodne Juana před vévodkyní zachránit. Chce jej pro sebe, protože není spokojená v manželství.

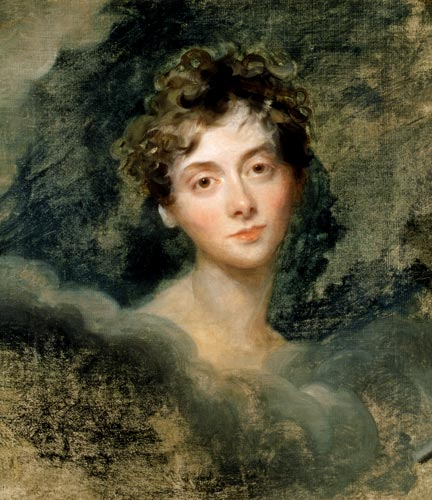
Portrét Caroliny Lambové, Byronovy milenky, která jej inspirovala k vytvoření postavy lady Adeline, autor obrazu Thomas Lawrence.

- XV. zpěv: Lady Adeline, která kvůli Juanovi riskuje ztrátu cti, mu radí, aby se oženil, a on zjistí, že ženy, které se mu líbí, bývají vdané. Zatímco Adeline hledá pro Juana dokonalou manželku, zamiluje se Juan do krásné šestnáctileté Aurory, která mu připomíná jeho milovanou Haidée. To nemůže lady Adeline pochopit.
- XVI. zpěv: V noci nemůže Juan usnout a vyjde si proto do galerie plné portrétů významných osob. Přemýšlí o Auroře, která v něm  probudila city, o nichž věřil, že jsou navždy ztraceny. Najednou uvidí mnicha v kápi. Když je Juan druhý den u snídaně neobvykle zamyšlený, lord Henry poznamená, že vypadá, jako by viděl ducha Černého mnicha, který údajně v Norman Abbey straší. Další noc Juan opět nemůže spát a opět uslyší kroky, které slyšel minulou noc. Najednou se jeho dveře rozlétnou a ve dveřích stojí mnich. Juanova hrůza se změní v hněv a on se rozhodne mnicha pronásledovat. Duch ustupuje, dokud není opřen o zeď. Juan natáhne paži a dotkne se ženských prsou. Když mnichovi sundá kápi z hlavy, objeví se před ním vévodkyně Fitz-Fulke.
- XVII. zpěv: Nedokončený poslední zpěv nejprve obsahuje obranu Byronova díla před jeho kritiky a pak krátké pokračování děje, jde o popis toho, že Juan ráno vypadá velmi opotřebovaně a vévodkyně Fitz-Fulke že je bledá. Tím fragment zpěvu i celý epos končí.

Práci na eposu přerušila Byronova smrt. O tom, jak by se mohly osudy dona Jauna dále vyvíjet, můžeme soudit s Byronovy korespondence se svým nakladatelem Murraym. Don Juan měl v Anglii zažít rozvod, cestovat po Německu a Itálii (zde měl stát oficiálním společníkem vdaných žen, tzv. cicisbeem nebo cavalierem servente), aby se Byron mohl vysmát společnosti v každé z těchto zemí. Nakonec se měl zaplést do událostí Francouzské revoluce a zemřít na popravišti nebo skončit v nešťastném manželství.

## Ohlasy eposu v umění

### Malířství
Epos (a především postava Haidée) inspiroval celou řadu malířů v jejich tvorbě. Byli to například francouzští malíři Alexandre-Marie Colin, Marcel Saunier a Eugène Delacroix, nizozemský malíř žijící ve francii Hendrik Scheffer nebo anglický malíř Ford Madox Brown. Portrét Haidée namaloval i francouzský malíř Camille Corot.

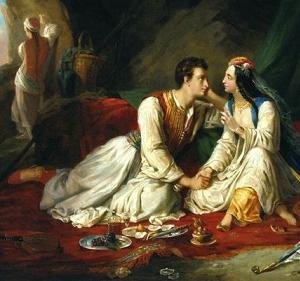
Alexandre-Marie Colin:Don Juan et Haïdé (1833)
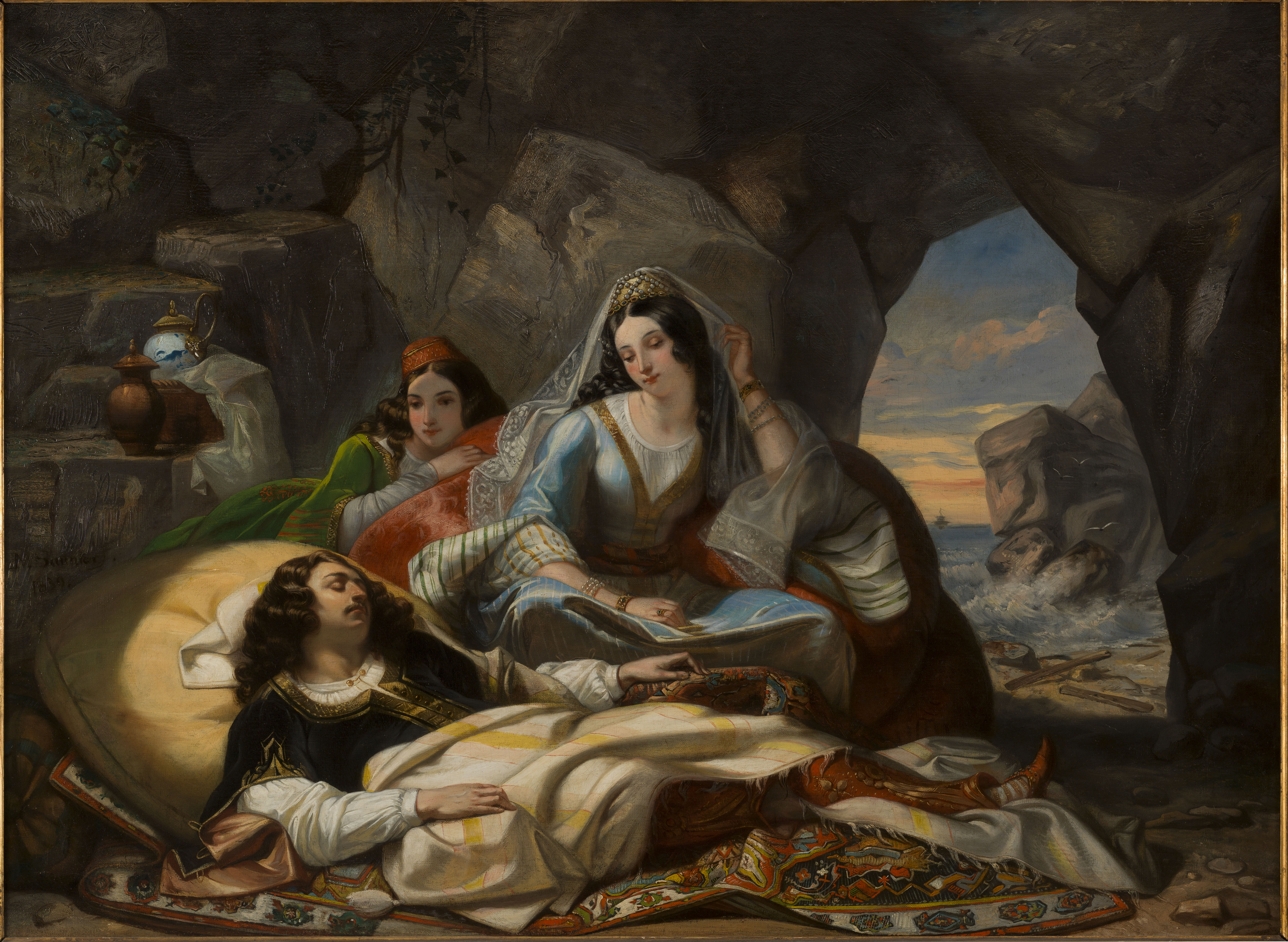
Marcel Saunier: Don Juan et Haïdée (1839):
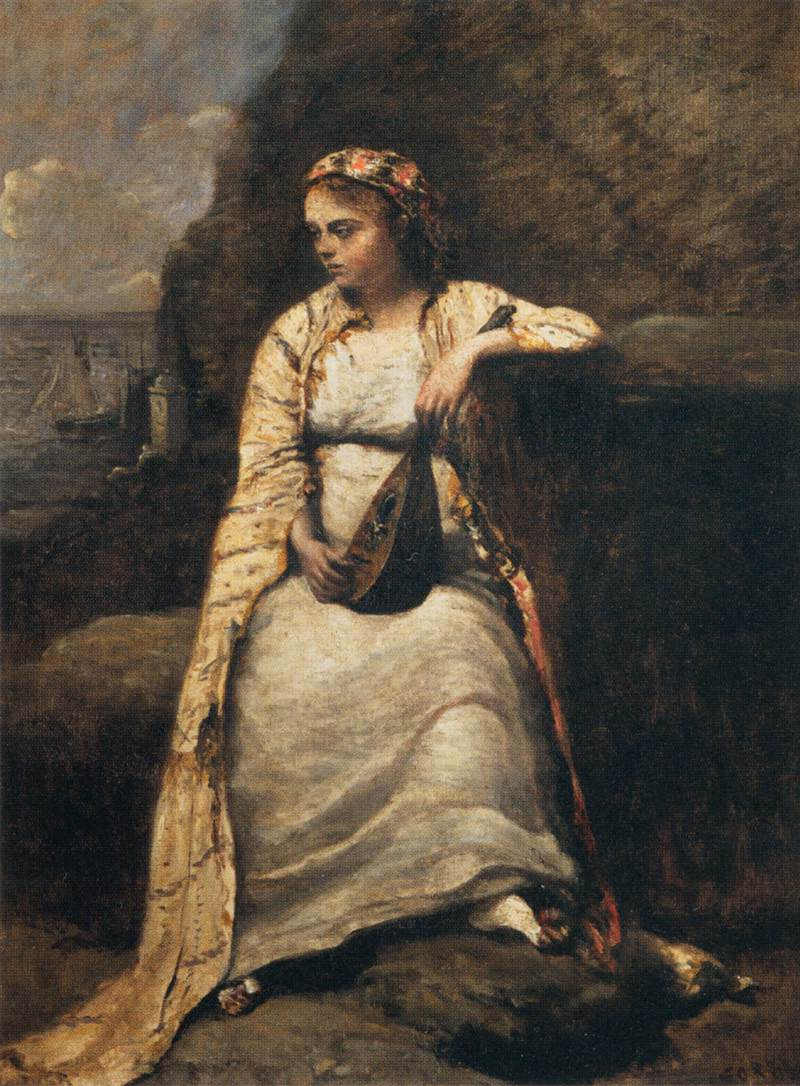
Camille Corot: Haidée (asi 1872)
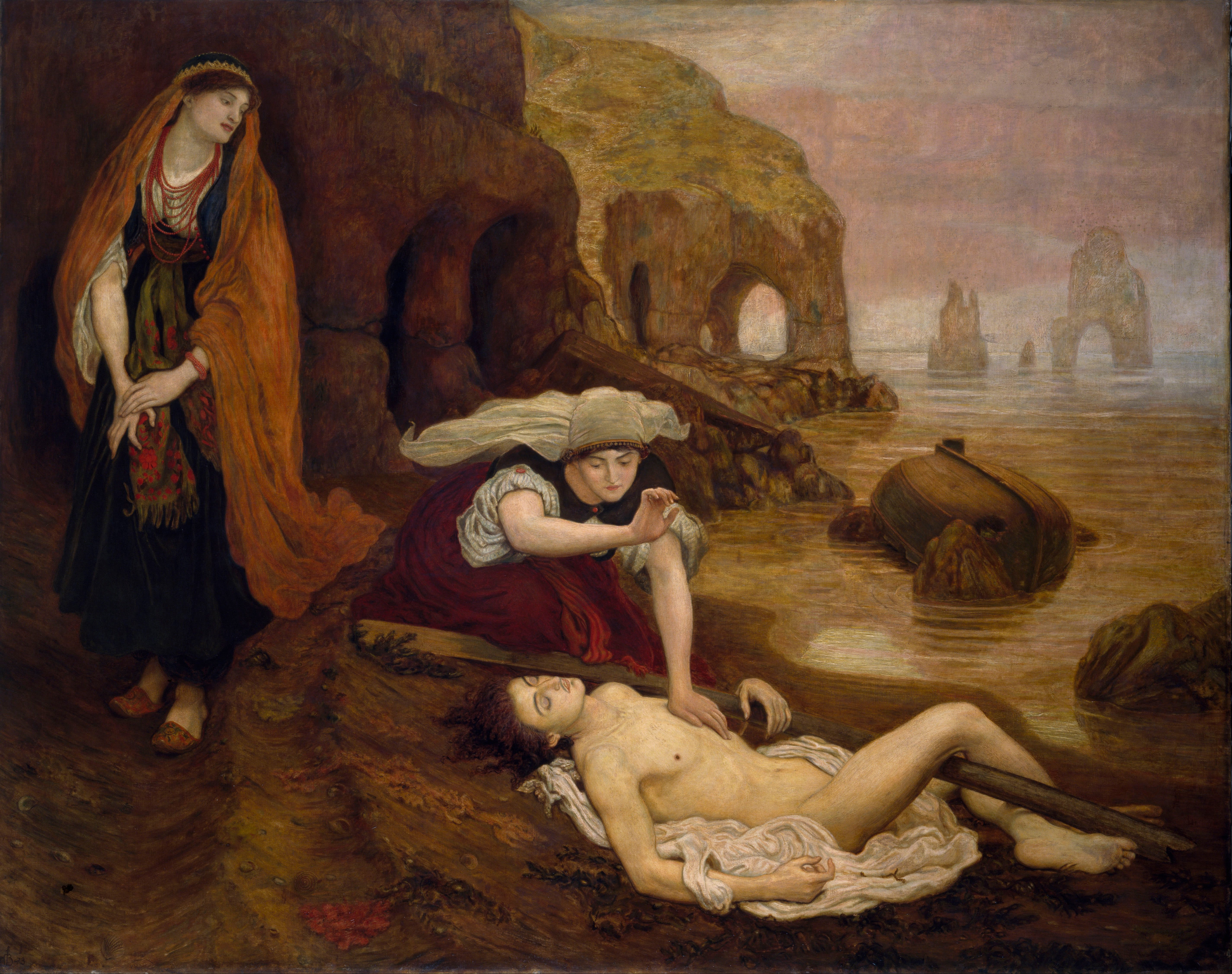
Ford Madox Brown: Finding of Don Juan by Haidee (1873)

### Hudba
- Zdeněk Fibich: Hedy (1896), opera o čtyřech jednáních českého skladatele na libreto Anežky Schulzové podle II. až IV. zpěvu Byronova eposu.[5]

### Film
- Don Juan (2009), rakouský krátký film, režie Rudolf Walters.[6]

## Česká vydání
- Don Juan. Praha: Jan Otto 1904-1905, přeložil Václav Alois Jung, dva svazky, pouze první čtyři zpěvy, I. a II. zpěv 1904, III. a IV. zpěv 1905.
- Don Juan. Praha: Supraphon 1969, pouze I. zpěv, přeložil Tomáš Vondrovic.
- Don Juan. XI zpěv, in BYRON, George Gordon. Poutník z Albionu. Výbor z díla. Praha: Československý spisovatel 1981, přeložila Hana Žantovská.